# Donca Simo
Donca Simo (n. 1910 - d. 8 iunie 1937) a fost membră a P.C.R. din ilegalitate. A participat la organizarea tipografiei ilegale a P.C.R. Învinuită în procesul de la Craiova, din 1936, a fost condamnată la opt ani de închisoare. A murit la închisoarea Văcărești (la 8 iunie 1937 din cauza unei „afecțiuni netratate" în Penitenciarul de femei Dumbrăveni), și a fost înhumată la București, în cimitirul „Izvorul nou”.
Viața și activitatea ei de ilegalistă a fost folosită ca obiect de propagandă de către PCR. De exemplu, broșura cu 10 pagini apărută în 1949 la Editura Partidului Muncitoresc Român, 1949 cu titlul „Căzute în luptă...: Olga Bancic, Haia Lifșiț, Terezia Ocsko, Suzana Pârvulescu, Elena Pavel, Donca Simo”.
În memoria ei, mai multe străzi, grădinițe, o țesătorie și o casă de cultură au primit numele de „Donca Simo”.
În București, strada Principesa Maria a devenit strada Donca Simo.
În Craiova, după 1948, strada „Ghercești” a devenit strada „Donca Simo”, dar după ce nu a mai corespuns noii direcții a propagandei, după 1965, strada a fost denumită „Argeș”.